# 2415 Ganesa
2415 Ganesa eller 1978 UJ är en asteroid i huvudbältet som upptäcktes den 28 oktober 1978 av den amerikanske astronomen Henry L. Giclas vid Lowell-observatoriet. Den är uppkallad efter Ganesha i den indiska mytologin.
Asteroiden har en diameter på ungefär 15 kilometer.